# Lotta ai Giochi della XXX Olimpiade
Le gare di lotta dei Giochi della XXX Olimpiade si sono svolte dal 5 al 12 agosto 2012 all'ExCeL Exhibition Centre di Londra. Sono state disputate 18 gare: 11 di lotta libera (7 maschili e 4 femminili) e 7 di lotta greco-romana (tutte maschili).

## Formato
Ad ogni torneo hanno partecipato tra i 18 e i 20 atleti.
Il numero di lottatori è stato inizialmente ridotto a 16 attraverso un turno di qualificazione (i partecipanti al quale sono scelti tramite sorteggio); successivamente il torneo ha proceduto ad eliminazione diretta. Gli atleti sconfitti dai due finalisti si sono affrontati tra di loro in due tornei di ripescaggio paralleli; i vincitori di questi hanno ottenuto il bronzo.

## Calendario
| Lotta greco-romana | Uomini | 55 kg 74 kg | 60 kg 84 kg 120 kg | 66 kg 96 kg |             |             |             |                    |             | 7  |
| Lotta libera       | Uomini |             |                    |             |             |             | 55 kg 74 kg | 60 kg 84 kg 120 kg | 66 kg 96 kg | 7  |
| Lotta libera       | Donne  |             |                    |             | 48 kg 63 kg | 55 kg 72 kg |             |                    |             | 4  |
| Totale             | Totale | 2           | 3                  | 2           | 2           | 3           | 2           | 2                  | 2           | 18 |

|  | Qualificazioni |  | FINALI |

## Qualificazioni
Ogni nazione ha potuto avere al più un atleta in ogni evento.
I posti sono assegnati ai comitati olimpici a seconda delle prestazioni dei loro atleti nei tornei di qualificazione olimpica, il primo dei quali è stato il campionato del mondo 2011; ulteriori inviti sono decisi dalla Commissione Tripartita.
Il Regno Unito, come nazione ospitante, aveva diritto ad iscrivere tre lottatori, ma ha scelto di iscrivere solo un atleta.
| Nazione            | Lotta libera maschile | Lotta libera maschile | Lotta libera maschile | Lotta libera maschile | Lotta libera maschile | Lotta libera maschile | Lotta libera maschile | Lotta greco-romana maschile | Lotta greco-romana maschile | Lotta greco-romana maschile | Lotta greco-romana maschile | Lotta greco-romana maschile | Lotta greco-romana maschile | Lotta greco-romana maschile | Lotta libera femminile | Lotta libera femminile | Lotta libera femminile | Lotta libera femminile | Totale |
| Nazione            | 55                    | 60                    | 66                    | 74                    | 84                    | 96                    | 120                   | 55                          | 60                          | 66                          | 74                          | 84                          | 96                          | 120                         | 48                     | 55                     | 63                     | 72                     | Totale |
| ------------------ | --------------------- | --------------------- | --------------------- | --------------------- | --------------------- | --------------------- | --------------------- | --------------------------- | --------------------------- | --------------------------- | --------------------------- | --------------------------- | --------------------------- | --------------------------- | ---------------------- | ---------------------- | ---------------------- | ---------------------- | ------ |
| Algeria            |                       |                       |                       |                       | X                     |                       |                       |                             | X                           | X                           |                             |                             |                             |                             |                        |                        |                        |                        | 3      |
| Argentina          |                       |                       |                       |                       |                       |                       |                       |                             |                             |                             |                             |                             |                             |                             | X                      |                        |                        |                        | 1      |
| Armenia            | X                     |                       | X                     |                       | X                     |                       |                       |                             |                             | X                           | X                           |                             | X                           | X                           |                        |                        |                        |                        | 7      |
| Australia          |                       | X                     |                       |                       |                       |                       |                       |                             |                             |                             |                             |                             |                             |                             |                        |                        |                        |                        | 1      |
| Austria            |                       |                       |                       |                       |                       |                       |                       |                             |                             |                             |                             | X                           |                             |                             |                        |                        |                        |                        | 1      |
| Azerbaigian        |                       | X                     | X                     | X                     | X                     | X                     | X                     | X                           | X                           |                             | X                           | X                           | X                           |                             | X                      | X                      |                        |                        | 13     |
| Bielorussia        |                       |                       | X                     |                       | X                     | X                     | X                     | X                           |                             |                             | X                           | X                           | X                           | X                           | X                      |                        |                        | X                      | 11     |
| Brasile            |                       |                       |                       |                       |                       |                       |                       |                             |                             |                             |                             |                             |                             |                             |                        | X                      |                        |                        | 1      |
| Bulgaria           | X                     | X                     | X                     | X                     |                       |                       |                       | X                           | X                           |                             |                             | X                           | X                           |                             |                        |                        |                        | X                      | 9      |
| Camerun            |                       |                       |                       |                       |                       |                       |                       |                             |                             |                             |                             |                             |                             |                             |                        |                        |                        | X                      | 1      |
| Canada             | X                     |                       | X                     | X                     |                       | X                     | X                     |                             |                             |                             |                             |                             |                             |                             | X                      | X                      | X                      | X                      | 9      |
| Cile               |                       |                       |                       |                       |                       |                       |                       |                             |                             |                             |                             |                             |                             | X                           |                        |                        |                        |                        | 1      |
| Cina               |                       |                       |                       | X                     |                       |                       | X                     | X                           | X                           |                             |                             |                             |                             | X                           | X                      |                        | X                      | X                      | 8      |
| Colombia           |                       |                       |                       |                       |                       |                       |                       |                             |                             |                             |                             |                             |                             |                             | X                      | X                      |                        | X                      | 3      |
| Corea del Nord     | X                     | X                     |                       |                       |                       |                       |                       | X                           |                             |                             |                             |                             |                             |                             |                        | X                      | X                      |                        | 5      |
| Corea del Sud      | X                     | X                     |                       |                       |                       |                       |                       | X                           | X                           | X                           | X                           | X                           |                             |                             | X                      | X                      |                        |                        | 9      |
| Costa d'Avorio     |                       |                       |                       |                       |                       |                       |                       |                             |                             |                             |                             |                             |                             |                             | X                      |                        |                        |                        | 1      |
| Croazia            |                       |                       |                       |                       |                       |                       |                       |                             |                             |                             | X                           | X                           |                             |                             |                        |                        |                        |                        | 2      |
| Cuba               |                       | X                     | X                     |                       | X                     | X                     |                       | X                           | X                           | X                           | X                           | X                           | X                           | X                           |                        |                        | X                      |                        | 12     |
| Danimarca          |                       |                       |                       |                       |                       |                       |                       | X                           |                             |                             | X                           |                             |                             |                             |                        |                        |                        |                        | 2      |
| Ecuador            |                       |                       |                       |                       |                       |                       |                       |                             |                             | X                           |                             |                             |                             |                             |                        | X                      |                        |                        | 2      |
| Egitto             | X                     | X                     | X                     |                       |                       | X                     | X                     | X                           | X                           | X                           | X                           | X                           | X                           | X                           |                        | X                      |                        |                        | 13     |
| Estonia            |                       |                       |                       |                       |                       |                       |                       |                             |                             |                             |                             |                             | X                           | X                           |                        |                        |                        |                        | 2      |
| Finlandia          |                       |                       |                       |                       |                       |                       |                       |                             | X                           |                             |                             | X                           |                             |                             |                        |                        |                        |                        | 2      |
| Francia            |                       | X                     |                       |                       |                       |                       |                       |                             | X                           | X                           | X                           | X                           |                             |                             |                        |                        |                        | X                      | 6      |
| Georgia            | X                     | X                     | X                     | X                     | X                     | X                     | X                     |                             | X                           | X                           | X                           | X                           | X                           | X                           |                        |                        |                        |                        | 13     |
| Germania           |                       | X                     |                       |                       |                       |                       | X                     |                             |                             | X                           |                             |                             |                             |                             | X                      |                        |                        |                        | 4      |
| Giappone           | X                     | X                     | X                     | X                     |                       | X                     |                       | X                           | X                           | X                           |                             |                             | X                           |                             | X                      | X                      | X                      | X                      | 13     |
| Grecia             |                       |                       |                       | X                     |                       |                       |                       |                             |                             |                             |                             |                             |                             |                             |                        | X                      |                        |                        | 2      |
| Guam               |                       |                       |                       |                       |                       |                       |                       |                             |                             |                             |                             |                             |                             |                             |                        |                        | X                      |                        | 1      |
| Guinea-Bissau      |                       |                       |                       | X                     |                       |                       |                       |                             |                             |                             |                             |                             |                             |                             |                        |                        | X                      |                        | 2      |
| Honduras           | X                     |                       |                       |                       |                       |                       |                       |                             |                             |                             |                             |                             |                             |                             |                        |                        |                        |                        | 1      |
| India              | X                     | X                     | X                     | X                     |                       |                       |                       |                             |                             |                             |                             |                             |                             |                             |                        | X                      |                        |                        | 5      |
| Iran               | X                     | X                     | X                     | X                     | X                     | X                     | X                     | X                           | X                           | X                           |                             | X                           | X                           | X                           |                        |                        |                        |                        | 13     |
| Iraq               |                       |                       |                       |                       |                       |                       |                       |                             |                             |                             |                             |                             |                             | X                           |                        |                        |                        |                        | 1      |
| Italia             |                       |                       |                       |                       |                       |                       |                       |                             |                             |                             |                             |                             | X                           |                             |                        |                        |                        |                        | 1      |
| Kazakistan         | X                     | X                     | X                     | X                     | X                     | X                     | X                     |                             | X                           | X                           | X                           | X                           |                             | X                           | X                      |                        | X                      | X                      | 15     |
| Kirghizistan       |                       |                       |                       |                       |                       | X                     |                       | X                           |                             |                             | X                           |                             |                             |                             |                        |                        | X                      |                        | 4      |
| Lettonia           |                       |                       |                       |                       | X                     |                       |                       |                             |                             |                             |                             |                             |                             |                             |                        |                        | X                      |                        | 2      |
| Lituania           |                       |                       |                       |                       |                       |                       |                       |                             |                             | X                           | X                           |                             |                             |                             |                        |                        |                        |                        | 2      |
| Madagascar         |                       |                       |                       |                       |                       |                       |                       |                             |                             |                             |                             |                             |                             |                             |                        |                        |                        | X                      | 1      |
| Messico            |                       | X                     |                       |                       |                       |                       | X                     |                             |                             |                             |                             |                             |                             |                             |                        |                        |                        |                        | 2      |
| Micronesia         |                       |                       |                       |                       |                       |                       |                       |                             |                             |                             |                             | X                           |                             |                             |                        |                        |                        |                        | 1      |
| Moldavia           |                       |                       |                       |                       |                       | X                     |                       |                             |                             |                             |                             |                             |                             |                             |                        |                        |                        | X                      | 2      |
| Mongolia           | X                     |                       |                       | X                     | X                     |                       | X                     |                             |                             |                             |                             |                             |                             |                             | X                      | X                      | X                      | X                      | 8      |
| Marocco            |                       |                       |                       |                       |                       |                       |                       | X                           |                             |                             |                             |                             | X                           |                             |                        |                        |                        |                        | 2      |
| Namibia            | X                     |                       |                       |                       |                       |                       |                       |                             |                             |                             |                             |                             |                             |                             |                        |                        |                        |                        | 1      |
| Nigeria            |                       |                       |                       |                       | X                     | X                     |                       |                             |                             |                             |                             |                             |                             |                             |                        |                        | X                      | X                      | 4      |
| Norvegia           |                       |                       |                       |                       |                       |                       |                       |                             | X                           |                             |                             |                             |                             |                             |                        |                        |                        |                        | 1      |
| Polonia            |                       |                       |                       |                       |                       |                       |                       |                             |                             |                             |                             | X                           |                             | X                           | X                      |                        | X                      |                        | 4      |
| Porto Rico         |                       | X                     |                       | X                     | X                     |                       |                       |                             |                             |                             |                             |                             |                             |                             |                        |                        |                        |                        | 3      |
| Gran Bretagna      |                       |                       |                       |                       |                       |                       |                       |                             |                             |                             |                             |                             |                             |                             |                        | X                      |                        |                        | 1      |
| Rep. Centrafricana |                       |                       |                       |                       |                       |                       |                       |                             |                             |                             |                             |                             |                             |                             |                        |                        | X                      |                        | 1      |
| Rep. Ceca          |                       |                       |                       |                       |                       |                       |                       |                             |                             |                             |                             |                             | X                           |                             |                        |                        |                        |                        | 1      |
| Romania            |                       |                       |                       |                       |                       |                       | X                     |                             |                             |                             |                             |                             | X                           |                             |                        |                        |                        |                        | 2      |
| Russia             | X                     | X                     | X                     | X                     | X                     | X                     | X                     | X                           | X                           |                             | X                           | X                           | X                           | X                           |                        | X                      | X                      | X                      | 16     |
| Samoa Americane    |                       |                       |                       |                       |                       | X                     |                       |                             |                             |                             |                             |                             |                             |                             |                        |                        |                        |                        | 1      |
| Senegal            |                       |                       |                       |                       |                       |                       | X                     |                             |                             |                             |                             |                             |                             |                             | X                      |                        |                        |                        | 2      |
| Serbia             |                       |                       |                       |                       |                       |                       |                       |                             |                             | X                           |                             |                             |                             |                             |                        |                        |                        |                        | 1      |
| Spagna             |                       |                       |                       |                       |                       |                       |                       |                             |                             |                             |                             |                             |                             |                             |                        |                        |                        | X                      | 1      |
| Stati Uniti        | X                     | X                     | X                     | X                     | X                     | X                     | X                     | X                           | X                           | X                           | X                           | X                           |                             | X                           | X                      | X                      | X                      | X                      | 17     |
| Svezia             |                       |                       |                       |                       |                       |                       |                       |                             |                             |                             | X                           |                             | X                           | X                           |                        | X                      | X                      | X                      | 6      |
| Svizzera           |                       |                       |                       |                       |                       |                       |                       |                             |                             | X                           |                             |                             |                             |                             |                        |                        |                        |                        | 1      |
| Tagikistan         | X                     |                       | X                     |                       | X                     | X                     |                       |                             |                             |                             |                             |                             |                             |                             |                        |                        |                        |                        | 4      |
| Tunisia            |                       |                       | X                     | X                     |                       |                       |                       |                             |                             |                             | X                           | X                           | X                           | X                           | X                      | X                      |                        |                        | 8      |
| Turchia            | X                     |                       | X                     |                       | X                     | X                     | X                     | X                           | X                           | X                           | X                           | X                           | X                           | X                           |                        |                        | X                      |                        | 13     |
| Ucraina            |                       | X                     | X                     |                       | X                     | X                     | X                     | X                           | X                           |                             |                             | X                           |                             | X                           | X                      | X                      | X                      | X                      | 13     |
| Ungheria           |                       |                       |                       | X                     |                       |                       | X                     | X                           |                             | X                           | X                           |                             |                             | X                           |                        |                        | X                      |                        | 7      |
| Uzbekistan         | X                     |                       | X                     | X                     | X                     | X                     | X                     | X                           |                             |                             |                             |                             |                             | X                           |                        |                        |                        |                        | 8      |
| Venezuela          |                       |                       |                       | X                     | X                     |                       |                       |                             | X                           | X                           |                             |                             | X                           |                             | X                      | X                      |                        |                        | 7      |
| Vietnam            |                       |                       |                       |                       |                       |                       |                       |                             |                             |                             |                             |                             |                             |                             | X                      |                        |                        |                        | 1      |
| Totale: 71         | 19                    | 19                    | 19                    | 19                    | 19                    | 19                    | 19                    | 19                          | 19                          | 19                          | 19                          | 20                          | 19                          | 20                          | 19                     | 19                     | 20                     | 18                     | 344    |

## Podi

### Uomini
| Evento                   | Oro                                            | Argento                               | Bronzo                                    |
| Lotta greco-romana       |                                                |                                       |                                           |
| fino a 55 kg (dettagli)  | Hamid Sourian                                  | Rövşən Bayramov                       | Mingijan Semёnov Peter Modos              |
| fino a 60 kg (dettagli)  | Omid Norouzi                                   | Revaz Lashkhi                         | Zaur Kuramagomedov Ryutaro Matsumoto      |
| fino a 66 kg (dettagli)  | Kim Hyeon-Woo                                  | Tamás Lőrincz                         | Manuchar Tskhadaia Steeve Guénot          |
| fino a 74 kg (dettagli)  | Roman Vlasov                                   | Arsen Julfalakyan                     | Aleksandr Kazakevič Emin Əhmədov          |
| fino a 84 kg (dettagli)  | Alan Chugaev                                   | Karam Gaber                           | Daniyal Gadzhiyev Damian Janikowski       |
| fino a 96 kg (dettagli)  | Ghasem Rezaei                                  | Rustam Totrov                         | Artur Aleksanyan Jimmy Lidberg            |
| fino a 120 kg (dettagli) | Mijaín López                                   | Heiki Nabi                            | Rıza Kayaalp Johan Eurén                  |
| Lotta libera             |                                                |                                       |                                           |
| fino a 55 kg (dettagli)  | Džamal Otarsultanov                            | Vladimer Khinchegashvili              | Yang Kyong Il Shinichi Yumoto             |
| fino a 60 kg (dettagli)  | Toghrul Asgarov                                | Besik Kuduchov                        | Coleman Scott Yogeshwar Dutt              |
| fino a 66 kg (dettagli)  | Tatsuhiro Yonemitsu                            | Sushil Kumar                          | Aķžürek Tañatarov Liván López             |
| fino a 74 kg (dettagli)  | Jordan Burroughs                               | Sadegh Saeed Goudarzi                 | Gábor Hatos Soslan Tigiev dq Denis Carguš |
| fino a 84 kg (dettagli)  | Sharif Sharifov                                | Jaime Yusept Espinal                  | Dato Marsagishvili Ehsan Naser Lashgari   |
| fino a 96 kg (dettagli)  | Jake Varner                                    | Valerij Andrijcev                     | Giorgi Gogshelidze Khetag Gazyumov        |
| fino a 120 kg (dettagli) | Komeil Ghasemi Biljal Machov Artur Tajmazov dq | non assegnata Davit Modzmanashvili dq | Tervel Dlagnev Daulet Shabanbay           |

### Donne
| Evento                  | Oro                | Argento                 | Bronzo                                   |
| Lotta libera            |                    |                         |                                          |
| fino a 48 kg (dettagli) | Hitomi Obara       | Mariya Stadnyk          | Carol Huynh Clarissa Kyoko Mei Ling Chun |
| fino a 55 kg (dettagli) | Saori Yoshida      | Tonya Lynn Verbeek      | Jackeline Rentería Julija Ratkevič       |
| fino a 63 kg (dettagli) | Kaori Ichō         | Jing Ruixue             | Battsetseg Soronzonbold Ljubov' Volosova |
| fino a 72 kg (dettagli) | Natal'ja Vorob'ёva | Stanka Zlateva Hristova | Guzel Manyurova Maider Unda              |

## Medagliere
| Posizione | Paese          |    |    |    | Totale |
| --------- | -------------- | -- | -- | -- | ------ |
| 1         | Russia         | 4  | 2  | 5  | 11     |
| 2         | Giappone       | 4  | 0  | 2  | 6      |
| 3         | Iran           | 3  | 1  | 2  | 6      |
| 4         | Azerbaigian    | 2  | 2  | 3  | 7      |
| 5         | Stati Uniti    | 2  | 0  | 2  | 4      |
| 6         | Cuba           | 1  | 0  | 1  | 2      |
| 7         | Corea del Sud  | 1  | 0  | 0  | 1      |
| 8         | Georgia        | 0  | 2  | 3  | 5      |
| 9         | Armenia        | 0  | 1  | 1  | 2      |
| 9         | Ungheria       | 0  | 1  | 1  | 2      |
| 9         | Canada         | 0  | 1  | 1  | 2      |
| 9         | India          | 0  | 1  | 1  | 2      |
| 13        | Egitto         | 0  | 1  | 0  | 1      |
| 13        | Estonia        | 0  | 1  | 0  | 1      |
| 13        | Cina           | 0  | 1  | 0  | 1      |
| 13        | Bulgaria       | 0  | 1  | 0  | 1      |
| 13        | Porto Rico     | 0  | 1  | 0  | 1      |
| 13        | Ucraina        | 0  | 1  | 0  | 1      |
| 19        | Kazakistan     | 0  | 0  | 3  | 3      |
| 20        | Svezia         | 0  | 0  | 2  | 2      |
| 21        | Lituania       | 0  | 0  | 1  | 1      |
| 21        | Francia        | 0  | 0  | 1  | 1      |
| 21        | Polonia        | 0  | 0  | 1  | 1      |
| 21        | Turchia        | 0  | 0  | 1  | 1      |
| 21        | Mongolia       | 0  | 0  | 1  | 1      |
| 21        | Colombia       | 0  | 0  | 1  | 1      |
| 21        | Spagna         | 0  | 0  | 1  | 1      |
| 21        | Corea del Nord | 0  | 0  | 1  | 1      |
| 21        | Uzbekistan     | 0  | 0  | 1  | 1      |
| Totale    | Totale         | 17 | 17 | 36 | 70     |